# ساسو دي كاستالدا
ساسو دي كاستالدا (بالإيطالية: Sasso di Castalda)‏ هي بلدية في مقاطعة بوتنسا في إقليم بازيليكاتا الإيطالي.

## السكان
في سنة 1861 بلغ عدد السكان 2٬667 نسمة، وتطور العدد ليصل في سنة 2011 لـ 831 نسمة.
يظهر هذا المخطط البياني تطور النمو السكاني لـ ساسو دي كاستالدا